# Le Métier de vivre
Le Métier de vivre (en italien Il mestiere di vivere) est le journal intime de l'écrivain Cesare Pavese, dans lequel celui-ci note, sous forme de notes fragmentaires, ses pensées et ses sentiments. Commencé par l'auteur alors qu'il était en détention à Brancaleone Calabro et poursuivi jusqu'à sa mort, il constitue son autobiographie. Publié pour la première fois en 1952 par Massimo Mila (it), Italo Calvino et Natalia Ginzburg chez Einaudi, il s'agit de l'œuvre posthume la plus importante de l'écrivain.

## Une analyse de l'œuvre
Pavese commence l'écriture de son journal en octobre 1935 lors de son l'isolement à Brancaleone Calabro, où il avait été envoyé en août de cette même année en raison d'une condamnation par un tribunal fasciste, et où il est resté jusqu'en 1936. Ses pensées, plutôt courtes et incisives, sont annotées avec le jour et le mois dans lequel elles ont été écrites. L'ensemble s'achève avec des notes écrites le 18 août 1950, quelques jours avant son suicide, qui a eu lieu le 26 du même mois.
Le journal commence avec la section « Secretum professionnela. Oct.- déc.1935 et février 1936 à Brancaleone ». Elle clarifie immédiatement les intentions de l'auteur et se connecte au discours initié dans « Le Métier de poète » de 1934 et publié plus tard dans Travailler fatigue. En se référant à l'œuvre autobiographique de Pétrarque De secreto conflictu curarum mearum, construite sous la forme d'un dialogue entre le poète et Saint Augustin en présence d'une femme qui symbolise la Vérité, il se réfère à la forme adoptée par l'auteur classique à savoir celle de la discussion devenant vite le discours lui-même puis la conversation intérieure mettant en évidence la relation entre le métier de poète et le métier de vivre.
Le journal, qui a comme seul précédent dans la littérature italienne moderne, le Zibaldone de Leopardi, suit la ligne de la tradition baudelairienne, celle d'un journal intime qui enregistre non seulement les événements mais qui devient un véritable laboratoire de réflexion sur le propre travail de l'écrivain et comme l'écrit Marziano Guglielminetti (it), « ... se présente comme la confession existentielle tantôt un peu béate, tantôt crûment sans fioritures, jusqu'au point où l'écrivain semble tenter une sorte de psychanalyse littéraire de lui-même ».
Dans son œuvre, comme cela a été souligné par de nombreux critiques, on peut noter la contradiction de Pavese qui reste en équilibre entre le désir de clarté et l'incapacité à surmonter le romantisme typique de certaines de ses attitudes, comme le lancinant rappel au suicide, le plaisir masochiste de se morfondre, la satisfaction de se décourager, la misogynie, certaines obsessions sexuelles qui comme l'écrit Sergio Solmi dans son essai, infuse au journal le caractère accentué d’« un climat de solitude existentielle ».
Avec une écriture réduite à l'essentiel et parfois très crue, typique de la sincérité au point d'en devenir une confession, est mis en évidence dans le journal, les thèmes de l'ensemble de son œuvre, de la recherche désespérée de l'amour à la tentation du suicide comme la forme ultime de contrôle pour mettre fin à une vie dénuée de sens.

## Contenu
Les premières pages du journal, celles de 1935, semblent se caractériser par la réflexion théorique sur le lien entre poésie et récit. Mais déjà celles de 1936 restituent avec précision une réflexion intime fortement structurée qui invariablement se transforment en une déception. C'est ainsi que dans les pages de son journal, dans la répétition cruelle de ce schéma, le trait misogyne a souvent recours à de brillants aphorismes sur les femmes. Ses amours, dans un élan à la fois physique et moral, sont des amours impossibles car ils répondent à une forme d'impuissance qui le fait souffrir et lui fait écrire des mots amers.
Dans la vision décrite dans le journal et que Pavese a de la réalité, rationnelle et laïque, il n'y a pas d'échappatoire possible car la douleur ne sert pas à se racheter comme pour Kierkegaard. Il ne lui reste donc qu'une tactique d'évasion dans la tentative d'éviter un sort inévitable. Pavese exige la compréhension de la vie comme le bonheur ; il comprend que pour y renoncer, la mort - et donc le suicide - est nécessaire, comme une rébellion, seule chance de sortie en dépit de tout gagnant. La dernière et douloureuse note du journal, confirmant tout son désenchantement envers le monde et l'amour, anticipe son suicide qui deviendra concret quelques jours plus tard.

## Éditions
- Le Métier de vivre, Gallimard - Première parution en 1958, Nouvelle édition en 1987, Traduit par	Michel Arnaud, Martin Rueff,  (ISBN 2070378950 et 9782070378951)
- Le Métier de vivre, Collection Folio (n° 5652), Gallimard - Première parution en 1958, Nouvelle édition en 2014, Traduit par Michel Arnaud, Martin Rueff,  (ISBN 9782070453573 et 207045357X)

## Sources
- (it) Cet article est partiellement ou en totalité issu de l’article de Wikipédia en italien intitulé « Il mestiere di vivere. Diario 1935-1950 » (voir la liste des auteurs).